# 湯納粹
湯納粹（英語：The Soup Nazi），是NBC情景喜剧《宋飞传》的第116集，亦是該劇第7季的第6集，於1995年11月2日在美國首播。湯納粹是該集裡的一個角色，由拉里·托馬斯飾演，為湯水店的東主。納粹這詞是形容東主對顧客的嚴格管理，而且當顧客的表現令他稍有不滿時，他便會大喊：「沒有湯給你！」（No soup for you!），此句亦成為了《宋飞传》裡其中一句最著名的金句。湯納粹的概念源自於紐約市的國際湯廚房，由伊朗裔廚師阿里·“艾尔”·叶加内（Ali "Al" Yeganeh）主理，該店及後擴充為原始汤人連鎖店。艾尔多次表明自己對湯納粹的稱號感到冒犯。

## 外部連結
- 互联网电影数据库上湯納粹的资料（英文）